# S-acilació

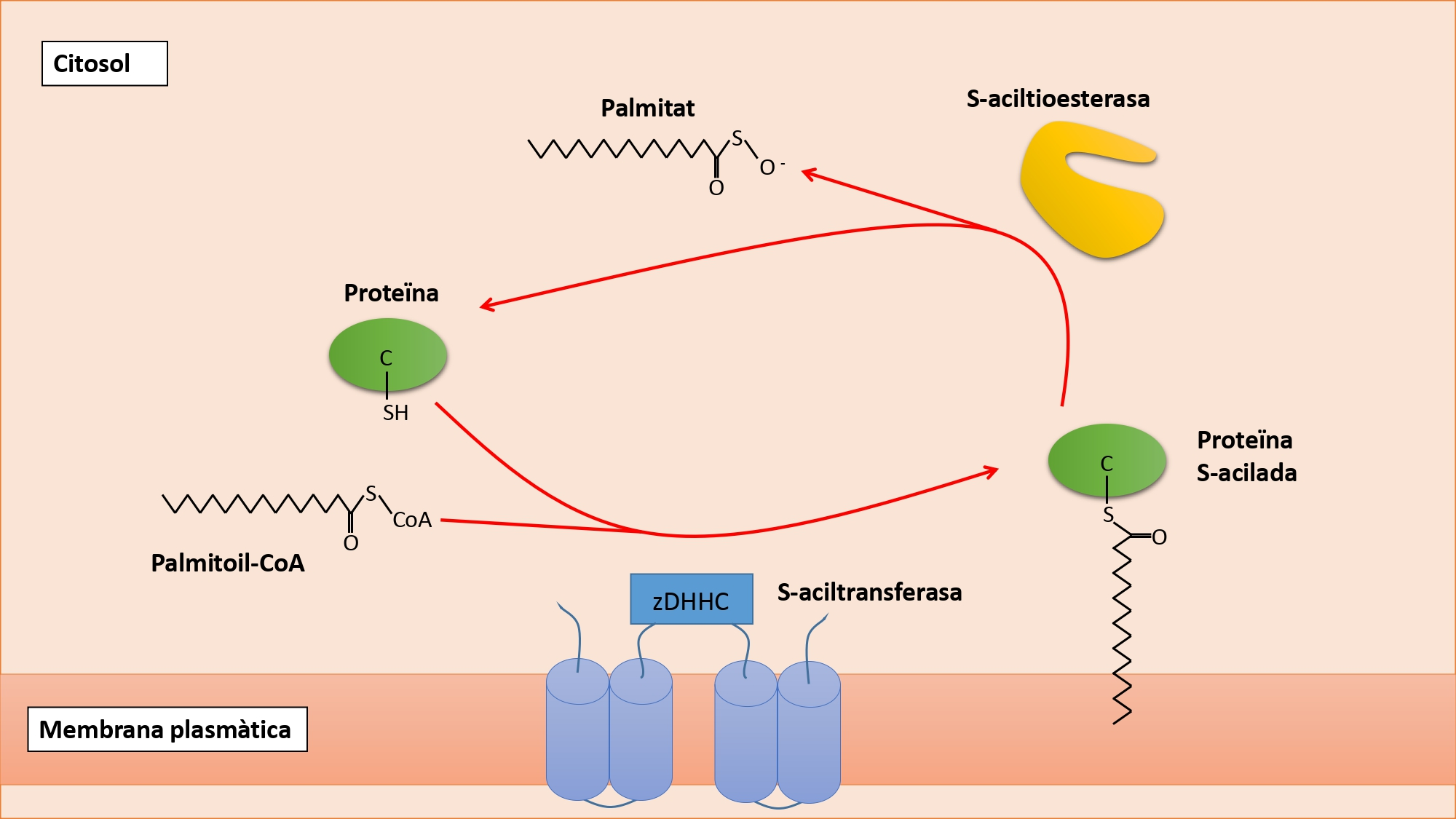
S-acilació

La S-acilació de proteïnes (coneguda també com a S-palmotoilació) és un mecanisme que controla les propietats i les funcions d'una àmplia gamma de proteïnes. Aquest procés, que es produeix mitjançant un enllaç tioèster làbil, consisteix en l'addició enzimàtica de lípids de cadena llarga sobre residus de cisteïna de proteïnes solubles i transmembrana. Com a conseqüència, es produeix un augment en la hidrofobicitat i un canvi en les propietats fisiològiques de les proteïnes.
Les lipidacions habituals són l'acilació i la isoprenilació de greixos. Aquesta última modificació implica la fixació de les cadenes de farnesil i geranigeranil a residus de cisteïna COOH-terminals mitjançant un enllaç tioèster irreversible. Quant a l'acilació, els principals tipus són la N-miristoilació i la S-acilació. La N-miristoilació implica l'addició cotraduccional de l'àcid mirístic sobre un residu de glicina, mentre que la S-acilació es postraductiva i implica l'acoblament d'àcids grassos als residus de cisteïna. L'àcid gras que s'uneix normalment a les proteïnes S-acilades és el palmitat. Per aquesta raó, aquesta modificació també es denomina palmitoilació.

## Característiques generals
La S-acilació es produeix en tots els organismes eucariotes. L'estudi del perfil proteòmic de proteïnes S-acilades al llevat, Saccharomyces cerevisiae, va permetre identificar 47 proteïnes acilades, mentre que estudis similars han detectat diversos centenars de proteïnes S-acilades en mamífers.
Biològicament, la reacció S-acilació és catalitzada per una família d'enzims anomenats proteïna S-aciltransferases (PAT), mentre que la reacció inversa, desacilació, es catalitza per les anomenades tioesterases acilproteiques (APT) o desacilases.
La labilitat de l'enllaç tioèster confereix a la S-acilació una característica essencial: la seva reversibilitat. La naturalesa de tioèster làbil en el medi intracel·lular permet que moltes proteïnes S-acilades puguin fer cicles ràpids de S-acilació i de desacilació. S'han dut a terme multituds d'estudis sobre la dinàmica de S-acilació mitjançant radiomarcatge amb àcid palmític [3 H]. Aquest àcid es converteix en [3 H] palmitoil-CoA a les cèl·lules i s'incorpora a proteïnes S-acilades. En el primer experiment que es va posar de manifest la reversibilitat de la S-acilació, es va demostrar que la vida mitjana del palmitat de [3 H] incorporat a N-Ras era d'uns 20 min. Treballs més recents, que fan ús d'un informador indirecte sobre l'estat d'acilació, suggereixen que la desacilació de N-Ras pot produir-se 10-20 vegades més ràpid que el que es calcula mitjançant anàlisis de radiomarcatge. Aquesta característica explica per què la S-acilació i la desacilació tenen un paper fonamental en la regulació del cicle vital de moltes proteïnes, afectant a la seva síntesi, el seu trànsit intracel·lular i la seva degradació. No obstant, la S-acilació no és universal; és a dir, en algunes proteïnes es produeix la desacilació a un ritme molt baix i, en altres, fins i tot no ocorre.
Tot i que també es poden afegir altres àcids grassos, el palmitat n'és el principal. Un estudi que va analitzar els diferents àcids grassos alliberats per les proteïnes S-acilades mitjançant Cromatografia de Gasos acoblada a Espectroscopia de Masses (GC/MS), va demostrar que el 74% era palmitat, el 22% estearat i el 4% oleat. Aquest anàlisi, que es va dur a terme amb el tractament de hidroxilamina (que divideix els enllaços tioèster entre els grups acil i la cisteïna), mostra la diversitat lipídica de les proteïnes S- acilades.

## Funció reguladora

### Unió a la membrana
A les proteïnes perifèriques, la S-acilació és el procés encarregat de formar enllaços estables amb les membranes. Si presenten doble lipidació, el grup prenil o miristoil proporciona una lleugera atracció membrana-pèptid, donant lloc a un enllaç transitori que permet la unió del segon àcid gras. Això és degut al fet que, a diferència dels enzims N-miristoil i preniltransferasa, les S-aciltransferases només es troben a les membranes cel·lulars i, per tant, necessiten que la proteïna s'apropi prèviament per tal de realitzar l'ancoratge. No obstant, hi ha proteïnes que no tenen cap grup prenil o miristoil i són S-acilades, gràcies a que presenten una afinitat de membrana intrínseca.
En canvi, les proteïnes transmembrana ja es troben integrades a la bicapa lipídica, de manera que les S-acilacions tenen una funció diferent. Aquesta funció consisteix a inclinar els dominis transmembrana respecte a l'eix de la membrana per tal d'establir un ajustament hidrofòbic entre ambdós elements. Això es pot comprovar amb la proteïna LRP6, un correceptor transmembrana involucrat en la via Wnt. Quan es troba al reticle endoplasmàtic, el bloqueig de la S-acilació indueix a un desajustament hidrofòbic que reté el LRP6 al reticle endoplasmàtic i no permet que arribi a la membrana plasmàtica.

### Microdominis membranals
Una altra funció que se li ha atribuït a la S-acilació és la de senyalitzar proteïnes i controlar la seva distribució lateral a la membrana, ja que intervé en l'acumulació de proteïnes en determinats microdominis. Aquesta característica no afecta només a la membrana plasmàtica, sinó que es coneixen altres regions involucrades, com ara la membrana del reticle endoplasmàtic, que també està dividida en microdominis que fan possible la multifuncionalitat del compartiment.
En molts casos, la S-acilació provoca que les proteïnes s'associïn a les basses lipídiques. Una de les excepcions és el receptor TEM8, en què l'acilació busca precisament el contrari. Si la proteïna no es pot S-acilar, acabarà en una bassa lipídica, fet que portarà a la seva ubiquitinació i posterior degradació. En diverses proteïnes, la manca de S-acilació pot conduir a una degradació prematura, i és per aquest motiu que es considera una reacció necessària per mantenir l'estabilitat proteica.

### Trànsit de proteïnes
La S-acilació és fonamental en el trànsit de proteïnes, i no només per la seva funció de senyal, sinó perquè també té un efecte indirecte sobre el "sorting": en desplaçar-se les proteïnes del citosol a les membranes, certs dominis poden interaccionar amb estructures que les portaran cap a altres compartiments. És per tot això que la S-acilació controla els cicles que realitzen múltiples proteïnes dins de la cèl·lula.
Aquest fet es pot observar a la proteïna SNAP25, que està associada a sinaptosomes de 25 kDa. SNAP25 és una proteïna perifèrica SNARE amb quatre palmitoilacions que permet la fusió de membranes vesiculars a la membrana plasmàtica i al compartiment endosomal. Aquest procés està regulat per la S-acilació, de manera que l'impediment de la lipidació suposa l'acumulació de la proteïna als endosomes. A més, s'ha demostrat que la localització en basses lipídiques de SNAP25 i SNAP23, també associada a la S-acilació, regula la funció SNARE i, per consegüent, l'exocitosi de la vesícula.
Un altre cas és el de la sortilina, que s'encarrega de transportar proteïnes solubles cap als lisosomes fent cicles entre Golgi i els endosomes. Si la sortilina no és S-acilada, aquesta és més susceptible a la ubiquitina i acaba degradant-se als lisosomes en comptes de tornar a l'Aparell de Golgi.

## Enzims involucrats en la S-acilació

### Enzims per a la S-acilació de proteïnes
Malgrat que la S-acilació es va descobrir per primera vegada en la dècada dels 70, durant molt temps no es va saber si aquest procés era espontani o catalitzat per enzims. Va ser gràcies a un històric esforç en els laboratoris de Linder, Deschenes i Davis que es van descobrir a principis de la dècada del 2000 els enzims que catalitzen la S-acilació. Aquests enzims es coneixen com a aciltransferases DHHC (DHHC-PAT), pel seu motiu tetrapèptid Asp-His-His-Cys altament conservat necessari per a la catàlisi.
Les DHHC-PAT són proteïnes transmembrana politòpiques que es localitzen a les membranes de Golgi, del reticle endoplasmàtic i de la membrana plasmàtica. La S-acilació és un mecanisme de dos passos que implica la autoacilació de la cisteïna del motiu DHHC i la posterior transferència de l'acil a la proteïna substrat.
Gran part de les investigacions pioneres sobre aquest tema es va fer sobre la Saccharomyces cerevisiae (llevat de cervesa) per la qual cosa se sap que el llevat codifica de cinc a set proteïnes que contenen el domini DHHC, xifra que augmenta a 23 en el cas dels humans.
És interessant destacar que, tot i que les proteïnes bacterianes poden S-acilar-se en un hoste eucariota, els procariotes no tenen DHHC-PAT. Per aquest motiu, els bacteris patògens recluten enzims DHHC de la cèl·lula hoste amb la finalitat de modificar les proteïnes efectores que després s'injecten de nou en la cèl·lula hoste per a la seva supervivència i la seva proliferació.
De la família d'enzims DHHC, una subfamília proteica important són les zDHHC, les quals són necessàries per a una eficient S-acilació de substrats específics. A més, s'ha descobert l'existència de funcions diferents a la S-acilació en alguns membres de la família zDHHC, com ara el transport de membrana, la senyalització intracel·lular i la regulació del citoesquelet.
Finalment, cal assenyalar que, tot i que diversos enzims zDHHC podrien ser capaços de S-acilar un mateix substrat específic, els enzims que són efectivament importants en una cèl·lula concreta dependran del seu perfil d'expressió genètica; per tant, diferents enzims zDHHC podrien ser importants per a la S-acilació d'un mateix substrat específic en diferents tipus de cèl·lules.

### Enzims per a la S-desacilació de proteïnes
Mentre que es coneixen ja diversos enzims amb motiu DHHC i els mecanismes que moderen la S-acilació de proteïnes, se sap molt menys sobre els enzims que intervenen la desacilació de proteïnes.
Dins dels enzims coneguts tenim les proteïnes palmitoiltioesterasa 1 (PPT1) i palmitoiltioesterasa 2 (PPT2), les quals principalment estan dirigides als lisosomes i catalitzen la desacilació durant la degradació de la proteïna.
D'aquests dos, l'enzim de desacilació millor estudiat és la PPT1, el qual és una proteïna lisosomal soluble, però que també té funcions importants en altres localitzacions cel·lulars. Com molts altres enzims lisosomals solubles, se sap que la PPT1 es dirigeix als lisosomes mitjançant l'ús de manosa-6-fosfat.

### Regulació de la S-acilació
Malgrat que la S-acilació és un regulador important de les proteïnes i vies cel·lulars, hi ha poca informació sobre com es regula la dinàmica d'aquest procés. Se sap que la S-acilació està clarament regulada, ja que l'estat d'acilació de moltes proteïnes es modifica en resposta a senyals específiques; com el PSD95, que mostra canvis en la S-acilació que es correlacionen amb l'activitat sinàptica.
Un punt interessant per destacar és que el procés o mecanisme de la S-acilació sembla tenir interaccions de tipus bidireccional amb altres tipus de processos de modificació postraduccional. Per exemple, sembla haver-hi una interacció bidireccional entre la S-acilació i la fosforilació de moltes proteïnes. En la majoria dels casos d'aquest tipus, la presència d'una d'aquestes modificacions és mútuament excloent o almenys inhibitòria de l'altra.
A part de la interacció fosforilació-acilació i altres interaccions similars, també podem trobar mecanismes de "competència" per part de diferents modificacions de cisteïna. Per exemple, se sap que hi ha canvis en la S-acilació proteica després del tractament cel·lular amb donants d'òxid nítric (NO). No obstant això, com la difusió intracel·lular de NO és limitada, la nitrosilació de proteïnes fisiològicament rellevants (que passa en residus de cisteïna) podria limitar-se a substrats que estan molt propers a la NO-sintasa. D'altra banda, se sap que hi ha una intrigant regulació recíproca de la S-acilació i la S-nitrosilación que és rellevant per a la força sinàptica i la plasticitat. També s'ha vist que l'estrès metabòlic té un paper en la regulació de la S-acilació proteica.

## Proteïnes regulades per S-acilació

### Receptors de membrana i senyalització

#### Receptor acoblat a proteïnes G
La glicosilació i la fosforilació són les modificacions postraduccionals més conegudes que afecten al GPCR (“G protein-coupled receptor”), però també hi ha lípids que són afegits de manera postraduccional a la majoria de GPCRs. Aquests són àcids grassos saturats de 16 carbonis; és a dir, àcid palmítics.
La rodopsina va ser la primera GPCR S-acilada que es va veure. Aquesta estava S-acilada a dues cisteïnes adjacents pel COOH-terminal de la cua citoplasmàtica. Després es van trobar un gran nombre de GPCR S-acilades a un, dos o tres residus de cisteïna.
La S-acilació de GPCR pot tenir diferents efectes i pot comportar funcions tan diferents com GPCR diferents hi ha. Per exemple, se sap que la rodopsina S-acilada (involucrada en la captació de llum a la retina) té una funció estructural molt més important que de senyalització. Utilitzant ratolins que tenien una deficiència de rodopsina S-acilada, es va observar que aquests organismes  mostraven una important degeneració de la retina; mentre que en canvi tenia un efecte molt inferior en la senyalització.

#### Receptors de membrana per hormones esteroides
Trobem receptors d'esteroides sobretot al nucli, on intervenen en la transcripció de gens. Però per molts receptors d'esteroides; com per exemple els receptors d'estrogen, progesterona i androgen, trobem a la membrana plasmàtica una fracció important del receptor. La part del receptor que es troba a la membrana està S-acilada a un sol residu de cisteïna.

### Enzims i quinases

#### Tirosina quinasa
La família Src tirosina quinases (“Src-family tyrosine kinases, SFK”) és una família de tirosina quinases que intervenen en processos de transducció de senyals. Es troben localitzades generalment a la cara citoplasmàtica de la membrana cel·lular a través de modificacions lipídiques. Aquesta família de quinases afegeix grups fosfat (fosforilació) a residus tirosina a les proteïnes.
El tràfic de les SKF ve determinat pel fet d'estar S-acilades, per tant, influencia les interaccions d'aquestes quinases amb les membranes cel·lulars. Per exemple, la proteïna Lyn, que és membre de la família Scr tirosina quinases, és exocitada a la membrana plasmàtica a través del Golgi. La quinasa Yes (també forma part de les SFK) està monopalmitoilada i és transportada també del Golgi fins a la membrana plasmàtica. Per tant, les proteïnes Yes i Lyn (les dues estan monopalmitoilades) segueixen una mateixa via. En canvi, en la proteïna Fyn (també SFK) trobem dues S-acilacions i aquesta és transportada directament a la membrana plasmàtica. S'ha vist que el fet de tenir una o dues palmitoilacions, aquests SFK presenten diferències en el tràfic.
Estudis mostren com la Fyn(C6S), que només pot ser S-acilada una vegada (està mancada d'un segon lloc per la palmitoilació), adopta una nova via de transport a la membrana que és semblant a la de Yes i Fyn, passa pel Golgi. Per altra banda, la Yes(S6C) a la qual s'ha creat una nova regió per la palmitoilació (ara podrà ser S-acilada dues vegades) permet a Yes anar directament a la membrana plasmàtica. Per tant, es pot intuir que la presència d'una segona S-acilació és important o té a veure amb la via directa dels SFK a la membrana plasmàtica.

#### Lípid quinasa
Fosfatidilinositol 4-quinasa II (PI4KII) és un enzim que es troba al Golgi. La PI4KII és responsable de més de la meitat de la síntesi de fosfatidilinositol 4-fosfat (PI4P) en el Golgi.
La majoria de PI4KII es troben associades de manera integral a les membranes. Aquest enllaç fort és degut a la S-acilació de motius rics en cisteïna (CCPCC) que té la quinasa. Si s'elimina aquest motiu de la PI4KII, aquesta quinasa passarà de ser una proteïna integral de membrana a una proteïna perifèrica. Aquest canvi comporta una reducció important de l'activitat catalítica de l'enzim.

### Altres proteïnes
Existeixen molts més exemples de proteïnes S-acilades que són receptors de membrana o enzims. També podem trobar altres tipus de proteïnes, d'altres famílies amb funcions diferents, que estan S-acilades.
A través de la S-acilació es poden regular proteïnes que participen en la translocació de vesícules (d'endocitosi i exocitosi) i en la fusió de membranes. La S-acilació també s'ha vist que està involucrada en el funcionament dels canals iònics.
Hi ha evidències que semblen mostrar que la S-acilació també pot estar involucrada, a través de diversos mecanismes, en la transcripció. També s'ha trobat un important nombre de molècules d'adhesió cel·lular que estan acilades, i el fet de presentar aquesta modificació determina tant la localització a la membrana com la senyalització.
La S-acilació és present en mamífers, però també té una funció important en altres espècies com virus, protozous i plantes. L'excepció són els bacteris, que no disposen de la maquinària enzimàtica per dur a terme la S-acilació.

## Mètodes d'estudi
Si remuntem al passat, ens adonarem que la S-acilació ha sigut difícil d'estudiar a causa dels mètodes de detecció disponibles, l'absència d'una seqüència consensuada definida i la manca d'informació sobre els enzims rellevants responsables d'aquesta modificació lipídica. No obstant això, s'està identificant una gran diversitat d'objectius interessants, es comença a revelar la importància fisiopatològica de la modificació, es fa disponible informació estructural sobre els enzims i s'està comprenent la dinàmica reguladora. Tot i així, les eines farmacològiques, proteòmiques i genètiques continuen sent limitades i hi ha una necessitat de desenvolupar nous mètodes per comprendre totalment la funció fisiològica d'aquesta proteïna.

### Radiomarcatge
Fins fa relativament poc temps, la incorporació de palmitat radiomarcat (típicament 3 H però també amb 14 C i 125 I) ha estat l'eina fonamental per estudiar la S-acilació de proteïnes. Aquesta eina consisteix a incubar cèl·lules de cultiu de teixits amb àcid palmític radioactiu en medi de fam durant un període que determina els objectius de cada experiment. El temps d'exposició requerit (la detecció pot trigar mesos), l'ús de material radioactiu, la poca sensibilitat en teixits intactes i el baix rendiment d'aquest mètode han propiciat el desenvolupament d'una sèrie d'enfocaments alternatius d'etiquetatge metabòlic (centrat en lípids) i assaigs indirectes d'assessorament d'accessibilitat a la cisteïna (centrada en cisteïna).

### Etiquetatge metabòlic

#### Etiquetatge centrat en lípids
Aquestes etiquetes són àcids grassos modificats amb grups reactius químics, com un grup alquí o azida, que s'incorporen a S-proteïnes acilades pels enzims zDHHC. L'etiquetatge i la lisi cel·lular poden seguir-se directament amb la immunoprecipitació de la proteïna d'interès o amb l'anomenada “reacció de clic”. Un avantatge important d'aquesta tècnica en comparació amb el radiomarcatge és que permet la detecció de la proteïna d'interès i l'anàlisi global de la S-acilació quan es combina amb proteòmica basada en espectrometria de masses. Aquest enfocament és el més adequat per a l'anàlisi de cèl·lules aïllades i proporciona informació sobre la palmitoilació dinàmica de proteïnes però durant un període d'etiquetatge curt (4 hores). En els assaigs d'etiquetatge metabòlic, és fonamental discriminar la incorporació mitjançant S-acilació a través d'un enllaç tioèster amb residus de cisteïna. El mètode més comú per discriminar la S-acilació és utilitzar escissió d'hidroxilamina (a pH neutre) del lípid: només els lípids units mitjançant un enllaç tioèster són trencats.

#### Etiquetatge centrat en cisteïna
D'una altra banda, també s'han desenvolupat una sèrie d'enfocaments que exploten l'exposició d'una cisteïna reactiva després de l'escissió d'hidroxilamina (a pH neutre) del enllaç tioèster cisteïna-acil. Aquest procés, no requereix la incorporació metabòlica de lípids típicament a cèl·lules aïllades. Aquests enfocaments s'han aprofitat per determinar el “proteoma S-acilat” en diverses espècies i teixits, s'han adaptat per permetre un etiquetatge més quantitatiu in vivo i s'han millorat per la detecció de proteïnes d'alt pes molecular. Finalment, els enfocaments d'accessibilitat a la cisteïna determinen la quantitat neta de proteïnes S-acilades preexistents.

### Regulació de l'activitat enzimàtica
Des que es van descobrir els enzims que controlen la S-acilació, s'han realitzat estudis que consisteixen a eliminar o sobreexpresar diferents tipus de zDHHC per veure el seu impacte en la S-acilació de proteïnes específiques. Aquest és un mètode útil, però té dues limitacions importants. La primera és que els enzims zDHHC també són S-acilats, de manera que hem de considerar l'impacte que la sobreexpresió o la inhibició d'un enzim pot tenir en un altre. En segon lloc, la sobreexpresió de zDHHC pot donar lloc a la S-acilació de residus de cisteïna que endogènicament no són lipidats.

### Manipulació farmacològica
Les eines farmacològiques d'avui en dia que permeten manipular la S-acilació in vitro i in vivo són escasses i limitades. Alguns exemples d'inhibidors farmacològics son: l'analògic palmitat 2-bromopalmitat (2-BP), que tot i que s'ha d'utilitzar amb precaució i no mostra selectivitat cap a proteïnes zDHHC específiques, s'aprofita per l'anàlisi funcional de l'acilació de S; les aciltioesterases (no selectiu), que inhibeixen el metabolisme lipídic i moltes proteïnes amb un residu de cisteïna accessible a la membrana i que a concentracions elevades tenen molts efectes pleiotròpics sobre les cèl·lules, com per exemple la citotoxicitat; Finalment, la cerulenina i tunicamicina, menys utilitzats, afecten a molts aspectes del metabolisme dels lípids.